# 东亚羊茅
东亚羊茅（学名：Festuca litvinovii）为禾本科羊茅属下的一个种。

## 扩展阅读
- 維基物種上的相關：东亚羊茅